# Oroszki Ildikó
Oroszki Ildikó (Budapest, 1966. március 8. –) válogatott labdarúgó, csatár.

## Pályafutása

### Klubcsapatban
1984-től a Femina labdarúgója volt. 1988-ban és 1991-ben bajnokságot nyert a csapattal.

### A válogatottban
1985 és 1991 között 19 alkalommal szerepelt a válogatottban és egy gólt szerzett.

## Sikerei, díjai
- Magyar bajnokság
  - bajnok: 1987–88, 1990–91
  - 2.: 1988–89, 1989–90
  - 3.: 1984–85, 1985–86, 1986–87, 1991–92, 1992–93

## Statisztika

### Mérkőzései a válogatottban
| Magyarország | Magyarország         | Magyarország                    | Magyarország  | Magyarország | Magyarország  | Magyarország | Magyarország | Magyarország |
| #            | Dátum                | Helyszín                        | Hazai         | Eredmény     | Vendég        | Kiírás       | Gólok        | Esemény      |
| ------------ | -------------------- | ------------------------------- | ------------- | ------------ | ------------- | ------------ | ------------ | ------------ |
| 1.           | 1985. április 14.    | Pozsony                         | Csehszlovákia | 2 – 2        | Magyarország  | barátságos   | -            | becserélve   |
| 2.           | 1985. április 27.    | Szekszárd                       | Magyarország  | 1 – 0        | Spanyolország | Eb-selejtező | -            | 74'          |
| 3.           | 1985. szeptember 21. | Salgótarján, Síküveggyári pálya | Magyarország  | 2 – 1        | Csehszlovákia | barátságos   | -            | 57'          |
| 4.           | 1985. október 12.    | Renens                          | Svájc         | 1 – 2        | Magyarország  | Eb-selejtező | -            |              |
| 5.           | 1986. március 22.    | Niš                             | Jugoszlávia   | 1 – 1        | Magyarország  | barátságos   | -            | lecserélve   |
| 6.           | 1986. április 5.     | Gijón                           | Spanyolország | 1 – 2        | Magyarország  | Eb-selejtező | 1            | Gól          |
| 7.           | 1986. április 15.    | Straubing                       | NSZK          | 2 – 1        | Magyarország  | barátságos   | -            | lecserélve   |
| 8.           | 1987. június 27.     | Ajka                            | Magyarország  | 5 – 1        | Ausztria      | barátságos   | -            | 46'          |
| 9.           | 1987. június 28.     | Fonyód                          | Magyarország  | 6 – 0        | Ausztria      | barátságos   | -            | 46'          |
| 10.          | 1987. augusztus 19.  | Nyköping                        | Svédország    | 5 – 0        | Magyarország  | barátságos   | -            | becserélve   |
| 11.          | 1987. szeptember 26. | Szófia                          | Bulgária      | 0 – 0        | Magyarország  | barátságos   | -            | becserélve   |
| 12.          | 1987. november 7.    | Tapolca                         | Magyarország  | 4 – 0        | Bulgária      | barátságos   | -            | 20'          |
| 13.          | 1988. október 8.     | Baja                            | Magyarország  | 0 – 0        | Olaszország   | Eb-selejtező | -            | 75'          |
| 14.          | 1989. szeptember 16. | Kalocsa                         | Magyarország  | 1 – 1        | Svájc         | barátságos   | -            | becserélve   |
| 15.          | 1989. október 1.     | Straubing                       | NSZK          | 0 – 0        | Magyarország  | Eb-selejtező | -            | becserélve   |
| 16.          | 1990. szeptember 29. | Varannó                         | Csehszlovákia | 3 – 0        | Magyarország  | Eb-selejtező | -            | 75'          |
| 17.          | 1990. október 14.    | Sopron                          | Magyarország  | 0 – 4        | Németország   | Eb-selejtező | -            | 77'          |
| 18.          | 1991. április 25.    | Maiano                          | Olaszország   | 2 – 1        | Magyarország  | barátságos   | -            | becserélve   |
| 19.          | 1991. május 29.      | Nagybecskerek                   | Jugoszlávia   | 0 – 0        | Magyarország  | barátságos   | -            | becserélve   |
|              | Összesen             |                                 |               | 19           | mérkőzés      |              | 1            | gól          |